# 克雷格·哈里遜
克雷格·哈里森（Craig Harrison，1974年11月—），前英國陸軍士兵，之前為皇家藍色騎兵團的騎兵下士，曾保有世上距離最遠的狙殺紀錄，達2,475米（8,120英尺）。他最著名的事跡便是在阿富汗的軍事任務中擔任狙擊手，但亦曾在伊拉克和巴爾幹地區服役。

## 狙擊手經歷
哈里森第一次使用狙擊步槍是在克羅地亞斯普利特英軍基地附近的射擊訓練場，當時使用的型號是德拉古诺夫狙击步枪（SVD）。在他的自傳《最遠距離的殺戮》（The Longest Kill）中，他形容SVD就像是一把「拉長過的AK」，往樹上射擊時，哈里森又說它射出的子彈「幾乎把樹分成兩半」。

## 紀錄詳情

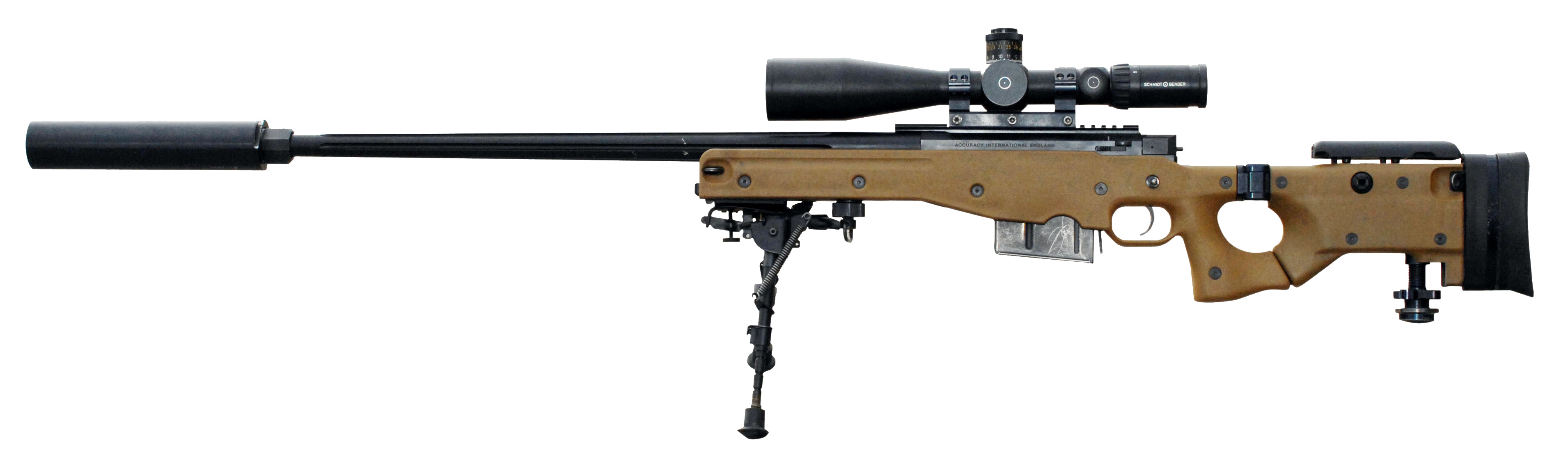
L115A3遠程步槍

2009年11月，哈里森於阿富汗赫爾曼德省穆萨堡以南用L115A3遠程步槍，連續狙殺兩名於2,475米（8,120英尺）外的塔利班機槍手。
根據BBC報導，哈里森彙報指他和其彈著點觀測員開了約九槍才對準目標。然後他又說其第一槍擊中了第一位機槍手的要害，隨後第二槍則把另一位機槍手殺死。阿富汗國家警察後來趕到現場發現兩個機槍手的屍體，當時警方嘗試尋找他們的武器但未果（早已被移除）。第一個塔利班武裝分子死於腹部中彈，第二個則是擊中腋下到腰的位置而死。當天晚些時候，英軍派出一架阿帕契AH MK1直昇機於事發位置上方盤旋，並用其激光測距儀測量狙擊的距離，證實這是當時歷史上距離最遠的槍殺事件。
在報告中，哈里森指出當時的天氣非常適合遠距離射擊：沒有風，天氣溫和且有著清晰的能見度。

## 個人生活
哈里森的父母都是英國皇家空軍憲兵的訓犬員，但他們在其年少時使已分開。哈里森16歲時加入皇家近衛騎兵，後來轉往皇家藍色騎兵團服役。他迎娶了位名叫坦雅（Tanya）的女子，兩人育有一女兒。 
在2009年從阿富汗回來後，哈里森患上創傷後壓力症候群，後來於2014年從軍隊中退役。他之後說道:
|  | 「我16歲開始從軍，但當這些事發生之後，我覺得我被拋棄了，完完全全被我的團隊拋棄了。 ……我為騎兵團花了22年的時間，把生命放在這旅程上，然而他們卻讓我獨自面對困難。我對人、對軍隊的信任已經消失得無影無蹤了。」 |

英國國防部為披露哈里森的身份而令他可能遭受基地組織成員綁架一事給了他10萬英鎊的賠償金。此次失誤令哈里森需要接受永久性的有薪病假，更進而逼使他退伍。
哈里森著有一本名叫《最遠距離的殺戮》（The Longest Kill）的書，講述其生活和其狙擊手生涯。

## 著作
| 出版日期 | 書名                                                                                | 出版社                 | ISBN               |
| -------- | ----------------------------------------------------------------------------------- | ---------------------- | ------------------ |
| 2015年   | 《The Longest Kill: The Story of Maverick 41, One of the World's Greatest Snipers》 | Sidgwick & Jackson Ltd | ISBN 9780283072284 |